# Сент-Этьен-дю-Буа (Эн)
Сент-Этье́н-дю-Буа́ (фр. Saint-Étienne-du-Bois) — коммуна во Франции, находится в регионе Рона — Альпы. Департамент — Эн. Входит в состав кантона Треффор-Кюизья. Округ коммуны — Бурк-ан-Брес.
Код INSEE коммуны — 01350.

## География
Коммуна расположена приблизительно в 370 км к юго-востоку от Парижа, в 70 км северо-восточнее Лиона, в 11 км к северо-востоку от Бурк-ан-Бреса.
По территории коммуны протекает река Севрон.

## Климат
Климат полуконтинентальный с холодной зимой и тёплым летом. Дожди бывают нечасто, в основном летом.

## Население
| Год  | Численность | Численность |
| ---- | ----------- | ----------- |
| 1968 | 1355        | [ 8 ]       |
| 1975 | 1443        | [ 8 ]       |
| 1982 | 1876        | [ 8 ]       |
| 1990 | 1982        | [ 8 ]       |
| 1999 | 2046        | [ 8 ]       |
| 2006 | 2354        | [ 8 ]       |
| 2011 | 2465        | [ 8 ]       |
| 2013 | 2522        |             |
| 2015 | 2532        | [ 9 ]       |
| 2016 | 2531        | [ 10 ]      |
| 2017 | 2448        | [ 11 ]      |
| 2018 | 2537        | [ 12 ]      |
| 2019 | 2542        | [ 13 ]      |
| 2020 | 2538        | [ 14 ]      |
| 2021 | 2553        | [ 15 ]      |
| 2022 | 2569        | [ 4 ]       |

## Администрация
| Период | Период | Фамилия         | Партия        | Примечания                       |
| ------ | ------ | --------------- | ------------- | -------------------------------- |
| 1971   | 1995   | Александр Робен | Разные правые | член генерального совета кантона |
| 1995   | 2014   | Дени Перрон     | Разные левые  | член генерального совета кантона |
| 2014   | 2020   | Ален Шапюи      |               |                                  |

## Экономика
В 2010 году среди 1514 человек трудоспособного возраста (15—64 лет) 1177 были экономически активными, 337 — неактивными (показатель активности — 77,7 %, в 1999 году было 74,2 %). Из 1177 активных жителей работали 1105 человек (589 мужчин и 516 женщин), безработных было 72 (27 мужчин и 45 женщин). Среди 337 неактивных 111 человек были учениками или студентами, 167 — пенсионерами, 59 были неактивными по другим причинам.

## Фотогалерея

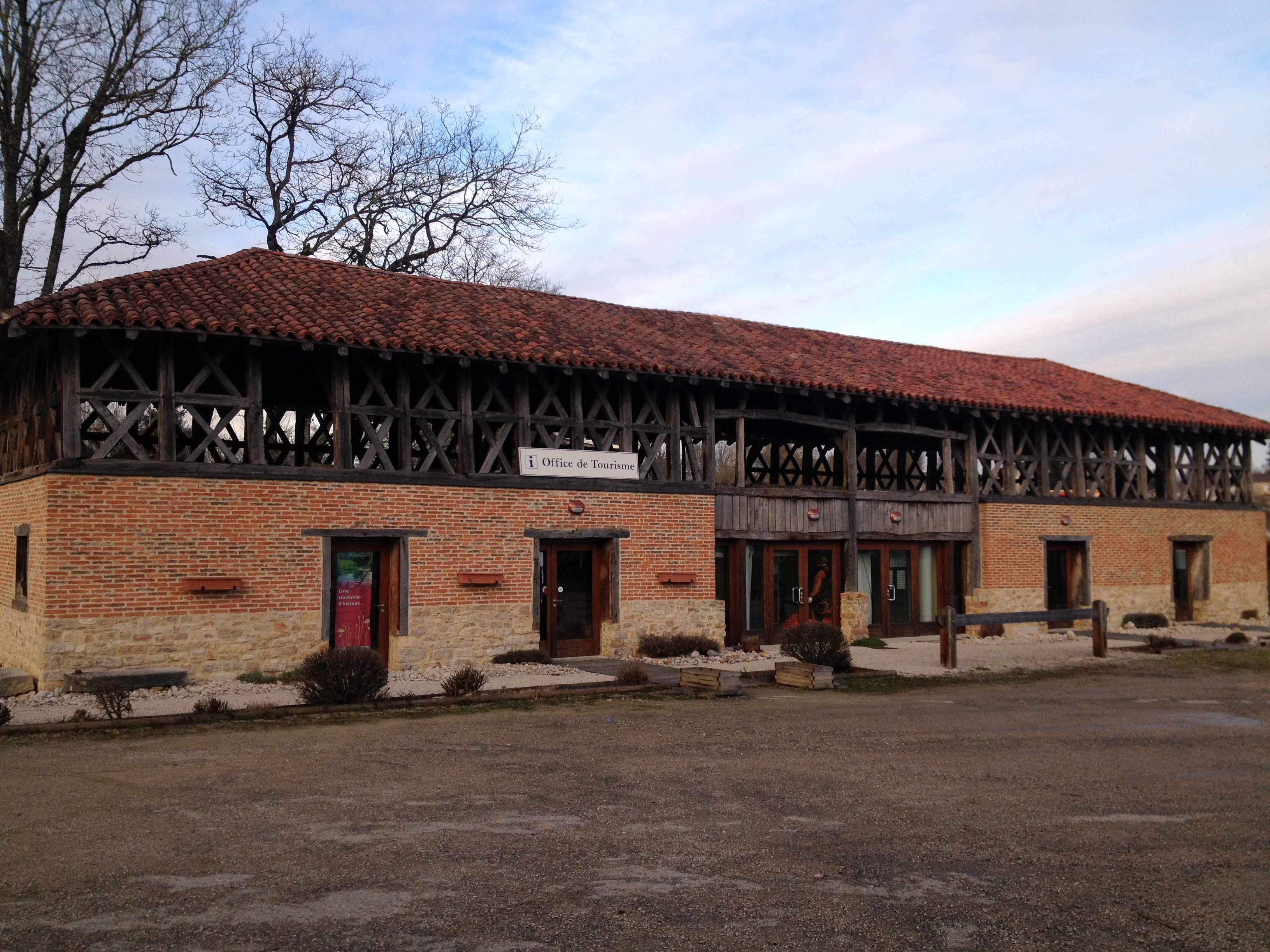
Ферма Кондаль
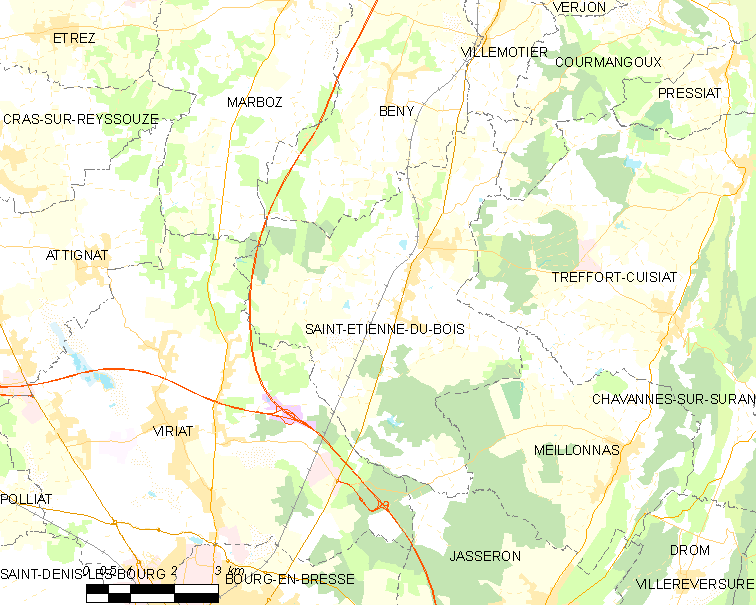
Карта коммуны